# Хишиг-Ундер
Хишиг-Ундер (монг. Хишиг-Өндөр) — сомон аймака Булган, Монголия.
Центр сомона — посёлок Мааньт находится в 68 километрах от города Булган и в 270 километрах от столицы страны — Улан-Батора.
Развита сфера обслуживания, есть школы и больницы.

## География
На территории сомона расположились долины Орхон, Мааньт, Тээл, Хушуут, Тогтоол, Тарна; горы Могод (2139 метров) и Их асгат (2108 метров). Здесь водятся волки, лисы, корсаки, манулы, зайцы и др.
Климат резко континентальный. Средняя температура января -21°С, июня +19-20°С. Годовая норма осадков составляет 250—380 мм.
Имеются запасы железной руды, химического и строительного сырья.